# Volme-Höhen-Weg
Der Volme-Höhen-Weg ist ein 99 Kilometer langer Wanderweg des Sauerländischen Gebirgsvereins (SGV).
Er führt von Witten über Wetter (Ruhr), Hagen-Haspe, Schalksmühle und Meinerzhagen nach Olpe. Der Wanderweg begleitet von Schalksmühle bis Meinerzhagen die Höhen beiderseits der Volme.
Der Wanderweg fällt in die Kategorie der Hauptwanderstrecken des SGV und besitzt wie auch alle anderen Hauptwanderstrecken als Wegzeichen das weiße Andreaskreuz X, an Kreuzungspunkten um die Zahl 20 erweitert.